# 恩戈馬縣

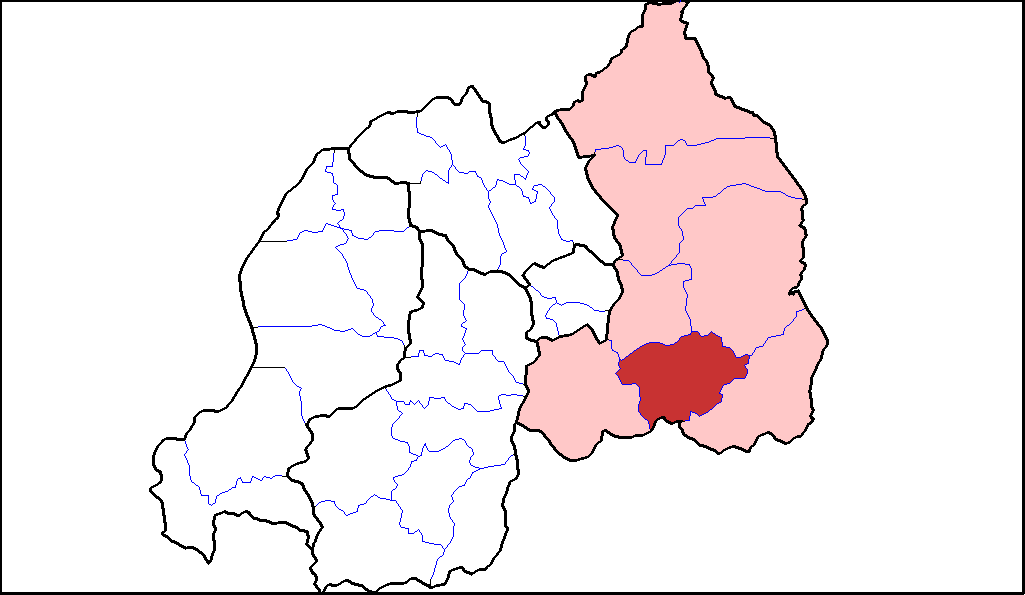

2°11′S 30°28′E / 2.183°S 30.467°E
恩戈馬縣，是盧旺達的縣份，位於該國東部，由東部省負責管轄，首府設於基本古，面積861平方公里，2012年人口336,928，人口密度每平方公里390人。